# Het Foute Uur
Het Foute Uur is een programma van het Vlaamse en Nederlandse radiostation Qmusic.

## Inhoud en presentatoren
Centraal in dit programma staan zogeheten 'meezingers' van bijvoorbeeld artiesten als ABBA, Boney M., George Baker, Luv' en Paul Elstak. Er worden telkens twee foute liedjes aangeboden. Luisteraars kunnen via website en de app van het radiostation op hun favoriete liedje stemmen. Het lied met de meeste stemmen wordt gedraaid in het Foute Uur.

### Nederland
Het Foute Uur was sinds de start op 1 september 2005 te horen tussen 9:00 en 10:00 uur. Omdat de ochtendshow van Mattie & Marieke met een uur werd verlengd, is het Foute Uur sinds 6 april 2020 op werkdagen te horen van 10:00 tot 11:00 uur in het programma van Menno Barreveld. Dit werd per september 2020 definitief.
In Nederland vervalt het Foute Uur tijdens alle top 500 hitlijsten, de Foute 1500 en de Q-top 1000.

#### Het Foute Uur op andere tijden
In 2012 werd Het Foute Uur genomineerd voor de Gouden RadioRing. Ter promotie zond Qmusic 28 uur lang Het Foute Uur uit. Van juni 2012 t/m augustus 2020 was het Het Foute Uur ook in het weekend van 9:00 tot 10:00 uur te beluisteren. Vanaf september 2020 is er alleen nog een Foute Uur op zaterdagavond van 18:00 tot 19:00 uur en een extra Foute Uur op vrijdagavond van 18:00 tot 19:00 uur. Het aantal foute uren per week is daardoor effectief hetzelfde gebleven.
Vanaf 2015 wordt Goede Vrijdag uitgeroepen tot Foute Vrijdag, waarbij Qmusic de hele dag Het Foute Uur uitzendt (die sinds 2019 van 14:00 tot 18:00 uur wordt onderbroken door de Top 40). In 2016 werd daarnaast ook de complete line-up voor de Foute Party bekendgemaakt. In 2019 was er ook een Hemelfoutdag op Hemelvaartsdag. In 2020 bestond het Foute Uur 15 jaar. Ter gelegenheid van dit jubileum, en het ontbreken van een Foute Party door coronamaatregelen, presenteerde Qmusic in dat jaar de Top 1500 van het Foute Uur.
Van 27 t/m 31 december 2020 en van 27 t/m 31 december 2022 werd 120 uur Het Foute Uur uitgezonden.
Vanaf 2018 wordt er bij elke 500 stemlijsten van luisteraars voor de Top 500 van het Foute Uur/Foute 1500 een extra fout uur uitgezonden. Dat uur wordt dan gepresenteerd door de DJ die anders uitzending had.

### Vlaanderen
Qmusic Vlaanderen begon in 2001 met Het Foute Uur. Volgens de luistercijfers van de periode april-juni 2013 had Het Foute Uur dagelijks ongeveer 315.000 luisteraars.
Vanaf 2020 wordt Het Foute Uur gepresenteerd door Maarten Vancoillie en Dorothee Dauwe van 9:00 tot 10:00 uur. 